# چرخ‌ریسوی کوهی
چرخ‌ریسوی کوهی (نام علمی: Poecile gambeli) نام یک گونه از تیره چرخ‌ریسک است.

## نگارخانه

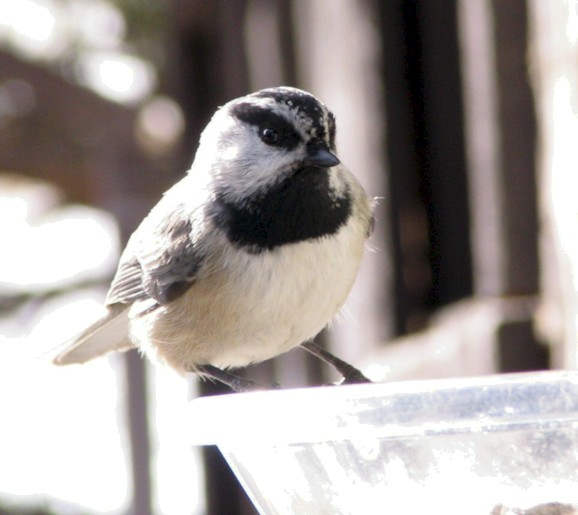
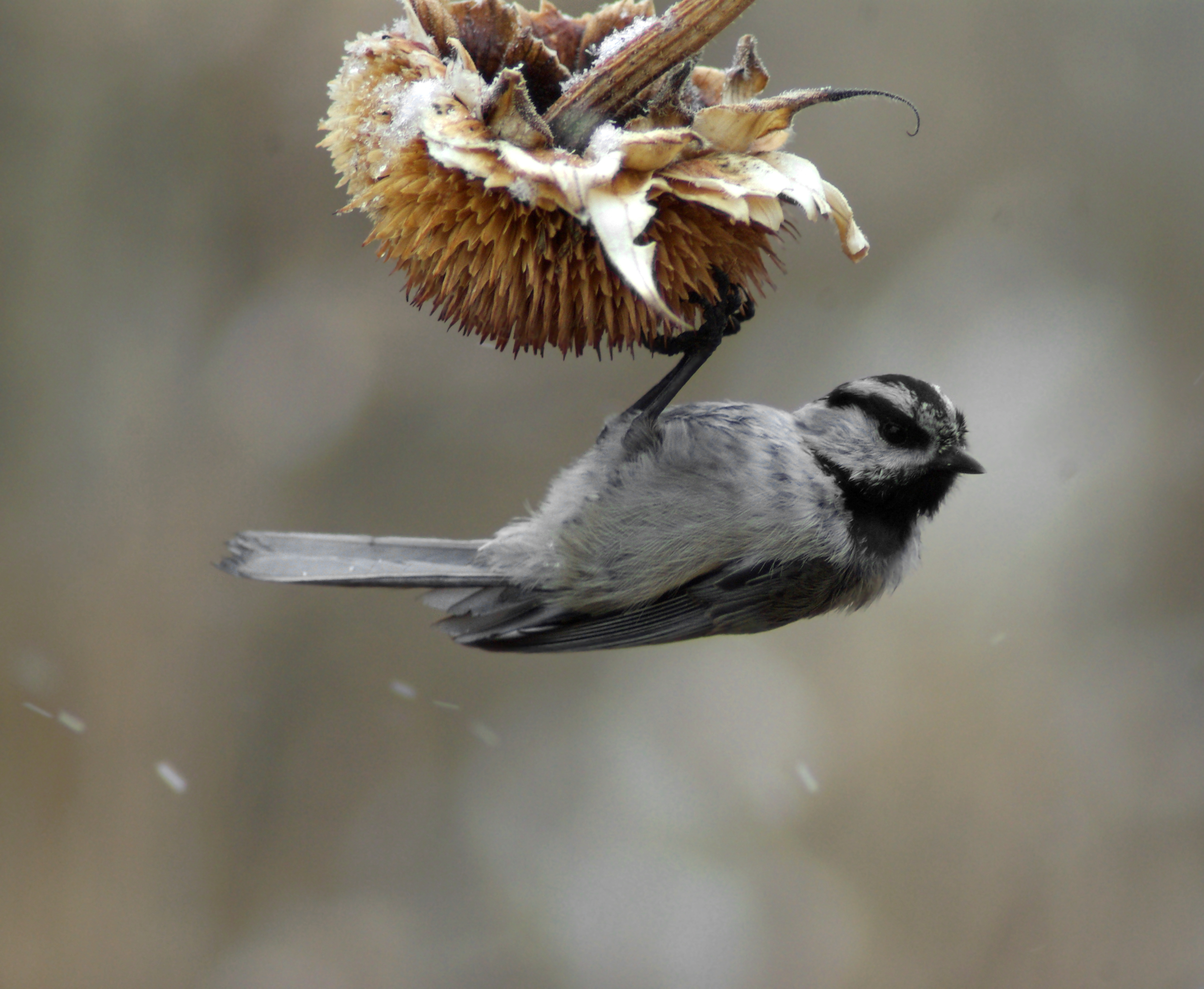